# Lydia Zimmermann
Lydia Martina Zimmermann Kuoni (n. Barcelona, 30 de diciembre de 1966) es una directora, guionista y actriz española.

## Biografía
Es hija de padres suizos, Yves Zimmermann, diseñador gráfico, y Bignia Silvia Zimmermann-Kuoni, antropóloga y diseñadora textil. Cursó estudios de cine en Melbourne, Australia. Codirectora de Aro Tolbukhin (2002) junto a A. Villaronga y ganadora de los premios Ariel a Mejor Guion y Mejor Película, México 2002. Además ha dirigido dos TV movies para la televisión catalana TV3 y documentales, entre ellos Maria Conversa (2017) con la actriz Blanca Portillo. Recientemente ha expuesto instalaciones fílmicas en varios museos y galerías, un trabaja en el que ha explorado la relación del ser humano con la tierra, la noción de origen y de historia, buscando nuevas prespectivas así como narrativas inclusivas y reparadoras. Para ello combina experimentación y pedagogía, habiendo trabajado en escuelas de cien y teatro en Haití, Colombia, Myanmar y Burkina Faso.
Es fundadora de dos centros de investigación artística; Curtidas (BCN) y Kunstruktur (ZH).